# Torricella del Pizzo
Torricella del Pizzo là một đô thị ở tỉnh Cremona, vùng Lombardia của Italia, có vị trí cách khoảng 100 km về phía đông nam của Milan và khoảng 25 km về phía đông nam của Cremona. Tại thời điểm ngày 31 tháng 12 năm 2004, đô thị này có dân số 730 người và diện tích là 24,4 km².
Torricella del Pizzo giáp các đô thị: Gussola, Motta Baluffi, Roccabianca, Scandolara Ravara, Sissa.